# غشاء بروخ
غشاء بروخ (بالإنجليزية: Bruch's membrane)‏ أو الصفيحة الزجاجية (بالإنجليزية: lamina vitrea)‏ هي الطبقة السفلى لمشيمية العين. تسمى بالصفيحة الزجاجية أو الغشاء الزجاجي (بالإنجليزية: Membrane vitriae)‏ بسبب مظهرها الزجاجي تحت المجهر. يبلغ سمكها 2–4 مايكرومتر.
سمي هذا الغشاء على اسم العالم الألماني كارل ويلهلم لودفيغ بروخ.

## طبقات غشاء بروخ
يتألف غشاء بروخ من خمس طبقات (من الداخل إلى الخارج):
- الغشاء القاعدي لظهارة الشبكية المصطبغة
- المنطقة الكولاجينية الداخلية
- شريط مركزي من الألياف المرنة
- المنطقة الكولاجينية الخارجية
- الغشاء القاعدي للمشيمية الشعرية